# Masaris carli
Masaris carli är en stekelart som beskrevs av Schulthess 1922. Masaris carli ingår i släktet Masaris och familjen Masaridae. Inga underarter finns listade i Catalogue of Life.